# شهرستان بختگان
شهرستان بختگان یکی از شهرستان‌های استان فارس ایران است. مرکز این شهرستان، شهر آباده طشک است.
این شهرستان در تاریخ ۱۰ مهر ۱۳۹۸ از شهرستان نی‌ریز جدا شد و مستقل گردید.

## موقعیت جغرافیایی
شهرستان بختگان از شمال با شهرستان سرچهان، از شمال غربی با شهرستان ارسنجان، از جنوب غربی با شهرستان خرامه، از جنوب با شهرستان استهبان، از جنوب شرقی تا شرق با شهرستان نی‌ریز و از شمال شرقی با شهرستان خاتم استان یزد همسایه است.

## تقسیمات کشوری
شهرستان بختگان دارای ۲ بخش، ۴ دهستان و ۳ شهر به شرح زیر است:
| بخش   | مرکز بخش  | جمعیت بخش ۱۳۹۵ | نام دهستان | مرکز دهستان  | جمعیت دهستان ۱۳۹۵ | شهر                   | جمعیت شهر ۱۳۹۵      |
| ----- | --------- | -------------- | ---------- | ------------ | ----------------- | --------------------- | ------------------- |
| مرکزی | آباده طشک | ۲۱٬۰۶۸ نفر     | بختگان     | کوشکک        | ۸٬۳۴۷ نفر         | آباده طشک خواجه جمالی | ۷٬۳۷۹ نفر ۳٬۳۹۴ نفر |
| مرکزی | آباده طشک | ۲۱٬۰۶۸ نفر     | آباده طشک  | آباده طشک    | ۱٬۹۴۸ نفر         | آباده طشک خواجه جمالی | ۷٬۳۷۹ نفر ۳٬۳۹۴ نفر |
| حنا   | تم شولی   | ۱۱٬۱۵۶ نفر     | چاه گز     | چاه سوار آغا | ۵٬۴۳۲ نفر         | تم شولی               | ۱٬۳۶۲ نفر           |
| حنا   | تم شولی   | ۱۱٬۱۵۶ نفر     | حنا        | قاسم‌آباد     | ۴٬۳۶۲ نفر         | تم شولی               | ۱٬۳۶۲ نفر           |

## جمعیت
بر پایه سرشماری عمومی نفوس و مسکن در سال ۱۳۹۵، جمعیت شهرستان بختگان برابر با ۳۲٬۲۲۴ نفر بوده است.

## جاذبه‌های گردشگری

### پارک ملی بختگان
پارک ملی بختگان با وسعت بیش از ۳۰۰ هزار هکتار در فاصله ۱۵ کیلومتری شهر آباده طشک واقع شده و متشکل از دریاچه بختگان و جزیره نرگس است که با پوشش گیاهی متنوع و گونه‌های متفاوت جانوری و پرندگان مهاجر از جمله فلامینگو، پلیکان، درنا، اردک و غاز وحشی مکانی مناسب جهت بازدید گردشگران می‌باشد.
- قله ول
- قله دال نشین
- قله خدنگ
- دریاچه طشک
- دریاچه بختگان
- جزیره نرگس
- جزیره مرغابی
- تنگه جزین
- تفرجگاه بناب